# Eulecanium cordoi
Eulecanium cordoi är en insektsart som beskrevs av Granara de Willink 1999. Eulecanium cordoi ingår i släktet Eulecanium och familjen skålsköldlöss. Inga underarter finns listade i Catalogue of Life.